# Mašková
Mašková es un municipio del distrito de Lučenec en la región de Banská Bystrica, Eslovaquia, con una población estimada a final del año 2024 de 331 habitantes.
Se encuentra ubicado en el centro-sur de la región, en el valle del río Ipoly —un afluente izquierdo del Danubio— y cerca de la frontera con Hungría.

## Demografía
| Año        | 1994 | 2004    | 2014     | 2024    |
| ---------- | ---- | ------- | -------- | ------- |
| Población  | 291  | 288     | 326      | 331     |
| Diferencia |      | −1,03 % | +13,19 % | +1,53 % |

| Año        | 2023 | 2024    |
| ---------- | ---- | ------- |
| Población  | 327  | 331     |
| Diferencia |      | +1,22 % |